# Phygadeuon hispanicus
Phygadeuon hispanicus är en stekelart som beskrevs av Heinrich Habermehl 1919. 
Phygadeuon hispanicus ingår i släktet Phygadeuon och familjen brokparasitsteklar. Inga underarter finns listade i Catalogue of Life.